# 내 손끝에 너의 온도가 닿을 때
《내 손끝에 너의 온도가 닿을 때》는 2024년에 개봉한 대한민국의 영화이다. 동명의 웹툰을 원작으로 한 TVING 오리지널 드라마 비의도적 연애담의 스핀오프 작품이다.

## 캐스팅

### 주연
- 원태민 : 고호태 역
- 도우 : 김동희 역

## 참고 사항
- CGV 독점 개봉작이다.

## 같이 보기
- 2024년 대한민국의 영화 목록